# 松野親信

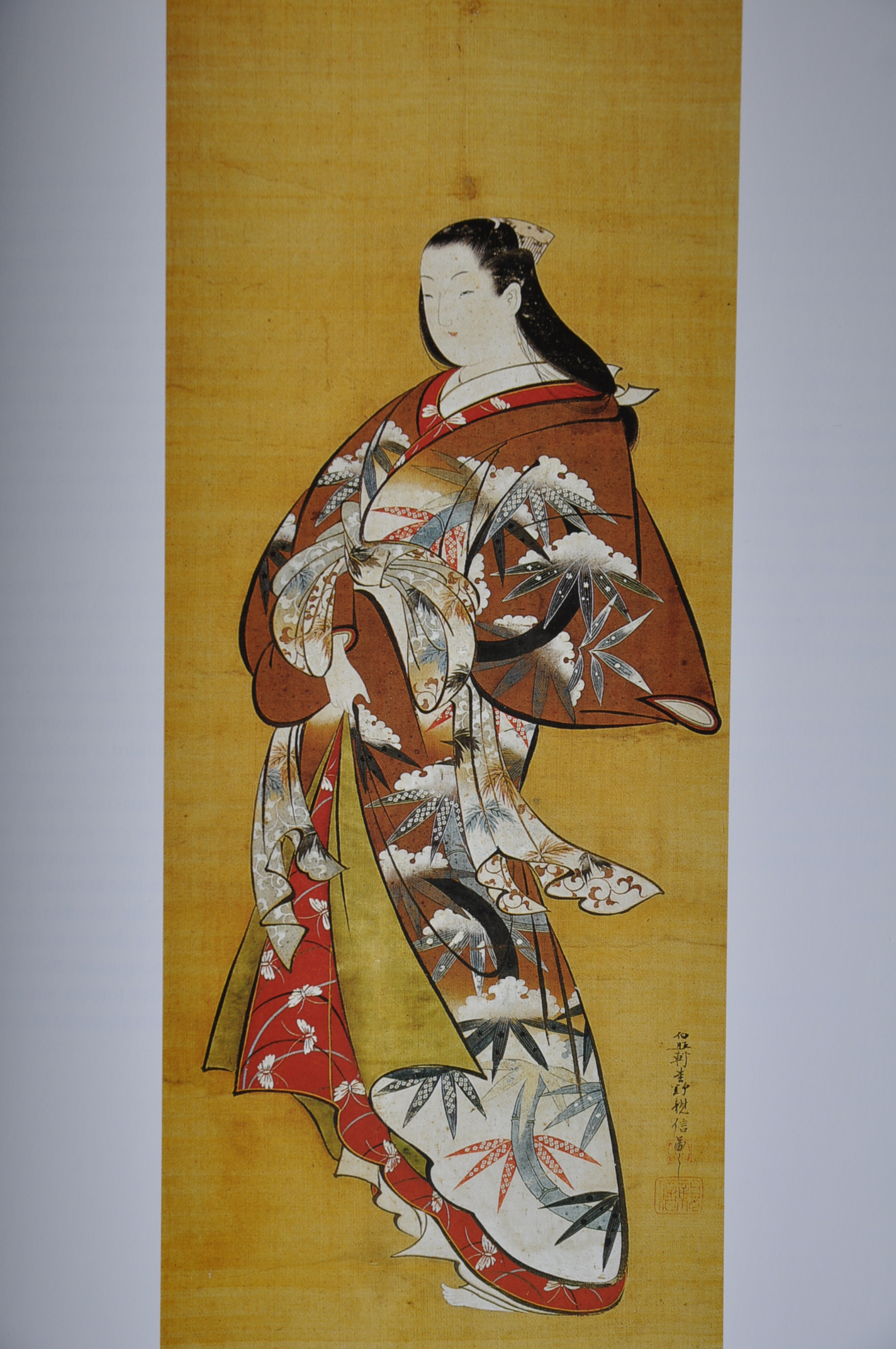
「立美人図」　松野親信筆。

松野 親信（まつの ちかのぶ、生没年不詳）とは、江戸時代の浮世絵師。

## 来歴
落款に伯照軒または伯笑軒と号す。作画期は宝永から享保にかけての頃で、懐月堂派の画風で肉筆美人画を描いているが、その門流であったかどうかは定かではなく、むしろ違う一派をなしていたのでないかともいわれている。現在十数点の肉筆画が知られ、版画の作は確認されていない。画風は懐月堂派の絵師たちの作品に比べ温雅と評され、「伯照軒」の落款のあるものと「伯笑軒」の落款のものとでは画風に微妙な違いがあるという。また残されている絵の多くは絹地で良質の絵の具を用いていることから、富裕層向けに絵を描いていたらしいことが窺える。

## 作品
| 作品名                  | 技法     | 形状・員数 | 寸法（縦x横cm） | 所有者               | 年代       | 落款・印章     | 備考                                                   |
| ----------------------- | -------- | ---------- | --------------- | -------------------- | ---------- | -------------- | ------------------------------------------------------ |
| 見立紫式部図            | 絹本着色 | 1幅        |                 | ニューオータニ美術館 |            |                |                                                        |
| 立姿美人図              | 紙本着色 | 1幅        |                 | 出光美術館           |            |                |                                                        |
| 立美人図                | 絹本着色 | 1幅        | 93.8×35.0       | 東京国立博物館       |            |                |                                                        |
| 立美人図（左向き）      | 紙本着色 | 1幅        |                 | 千葉市美術館         |            | 「伯照軒」落款 |                                                        |
| 立美人図                | 紙本着色 | 1幅        |                 | MOA美術館            |            | 「伯笑軒」落款 |                                                        |
| 草紙洗小町図            | 絹本着色 | 1幅        |                 | 浮世絵太田記念美術館 |            | 「詮」朱文方印 |                                                        |
| 水仙持つ美人図          | 紙本着色 | 1幅        |                 | 浮世絵太田記念美術館 |            |                |                                                        |
| 立姿遊女図              | 絹本着色 | 1幅        |                 | ボストン美術館       |            |                |                                                        |
| Women Watching Chickens | 絹本着色 | 1幅        |                 | シアトル美術館       |            |                |                                                        |
| 花魁図                  | 紙本着色 | 1幅        | 179.1x58.5      | クリーブランド美術館 | 享保年間頃 |                |                                                        |
| 縁台に坐る美人図        | 紙本着色 | 1幅        | 91.0×51.2       | 東京国立博物館       | 享保年間頃 | 無款           | 伝松野親信                                             |
| 立美人図                | 紙本着色 | 1幅        | 87.7×37.5       | 東京国立博物館       |            | 無款           | 伝松野親信                                             |
| 立ち美人                | 紙本着色 | 1幅        |                 | 光記念館             |            | 無款           | 伝松野親信。那須ロイヤル美術館（小針コレクション）旧蔵 |
| 見立女三宮図            | 紙本着色 | 1幅        | 79.9×29.6       | メトロポリタン美術館 |            | 無款           | 伝松野親信                                             |